# Cornia Nou
Cornia Nou, o Curnià Nou, és un poblat talaiòtic de Menorca. Rep el nom de la finca agrícola dins la qual s'ubica.

## Situació i extensió
El conjunt arqueològic de Cornia Nou està situat al nord del km 2,5 de la carretera de Maó-Sant Climent, entre l'actual polígon industrial i la carretera de l'aeroport.
S'aixeca sobre un roquissar de calcària miocena, conegut popularment amb el nom de marès de Cornia, que freqüentment ha estat objecte d'explotació per a l'elaboració de cantons per a la construcció.
El jaciment s'estén entre dues parcel·les, on es distingeixen les restes d'una sèrie de construccions diferents.
El conjunt arqueològic de Sa Cudia Cremada es troba a 800 m cap a l'est.

## Descripció
L'element més significatiu d'aquest jaciment és un gran talaiot troncocònic, de més de 10 metres d'alçada, construït amb grans pedres de forma més o menys aplanada. S'hi observa, a la part superior del costat sud, una gran escala monumental. A aquest edifici s'adossen, pels costats sud i oest, dues construccions de façana lleugerament còncava, que recorden, per la forma externa de la seva planta, els recintes de taula.

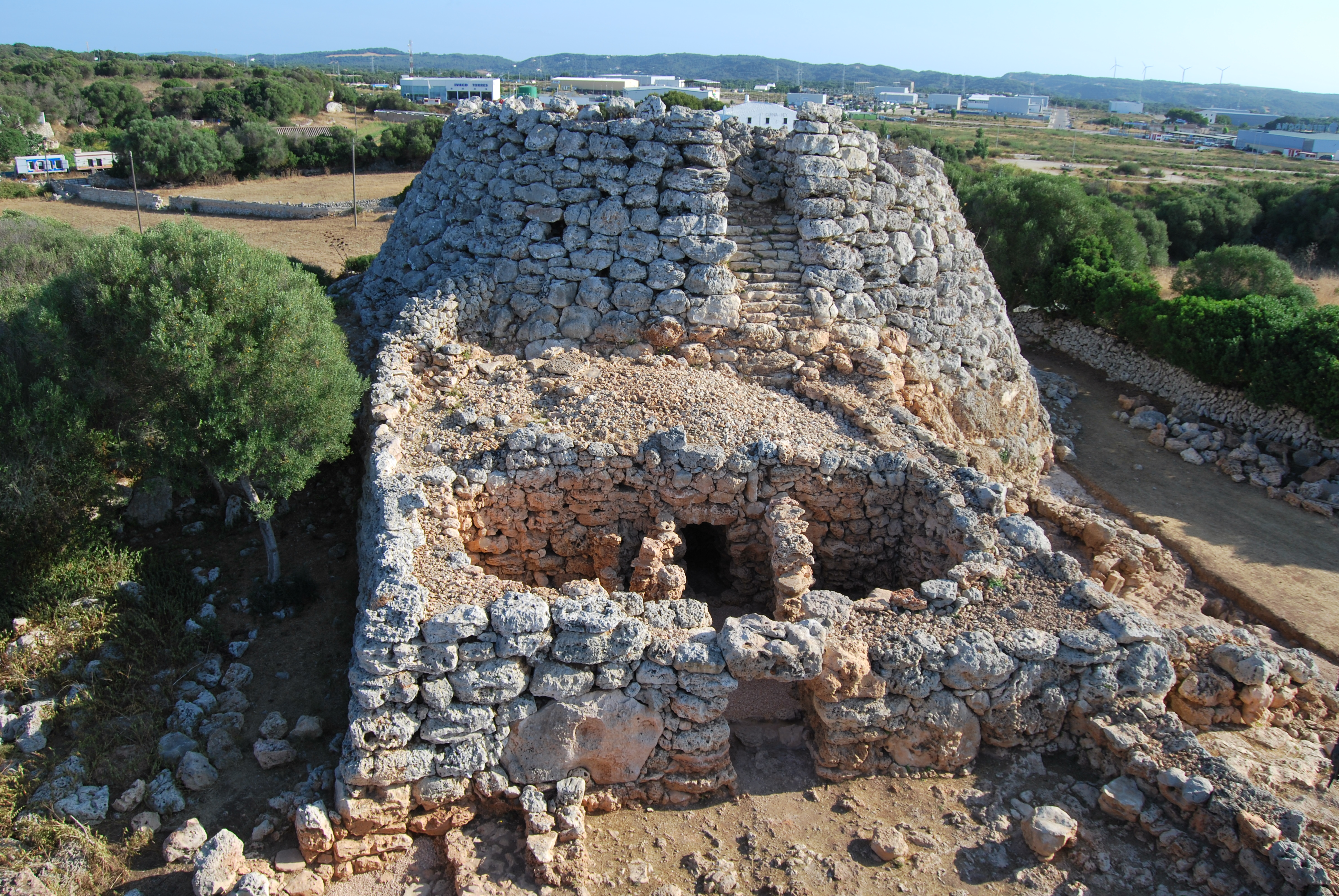
Talaiot oest de Cornia Nou (Menorca) vist des del sud. S'hi observa el gran edifici adossat que ha estat objecte d'excavació arqueològica

Un d'aquests edificis ha estat excavat entre els anys 2008 i 2011 per part d'un equip d'arqueòlegs vinculats al Museu de Menorca. A l'interior s'ha trobat un gran nombre d'eines relacionades amb el processament d'aliments (molins manuals, percussors) i altres productes (punxons, espàtules). També es va poder recuperar una gran quantitat de restes òssies d'animals domèstics (cabra, ovella, porc i vaca) i cereals carbonitzats. Les datacions radiocarbòniques han permès establir diverses fases d'ocupació a l'interior d'aquest edifici, la més antiga de les quals se situaria pels volts de l'any 1000 abans de la nostra era, durant la fase final de l'edat del bronze. L'edifici hauria estat abandonat cap a l'any 500 abans de la nostra era, tot i que algunes zones de l'exterior foren reaprofitades fins època romana. L'acumulació d'eines correspondria a l'etapa compresa entre els anys 800 i 500 aC. Els investigadors consideren que aquest edifici podria constituir un lloc on se centralitzarien les tasques de transformació i emmagatzematge de les matèries primeres. La comunitat que el va utilitzar, per tant, mostraria una certa complexitat social i, potser, una incipient estratificació.
Un poc més cap a l'est es dreça un altre talaiot, més petit, travessat de banda a banda per un corredor i que, segons sembla, s'adossa a una murada preexistent. Aquesta murada delimita un recinte fortificat situat a la part alta d'un petit turó, que podria constituir el nucli originari del poblat. Al costat d'aquest talaiot hi ha dues grans cisternes intercomunicades, excavades a la roca, que semblen també d'època talaiòtica. Aquesta part del poblat va ser objecte d'excavacions durant els anys 2007 i 2008, fet que va permetre documentar una reocupació dels espais durants els segles IV-III aC, ja en el període posttalaiòtic.
A part d'aquests dos talaiots, el jaciment conté també dues coves funeràries artificials, que correspondrien potser al primer moment d'ocupació de l'indret.
És un dels 32 jaciments prehistòrics menorquins que es presenten a la candidatura de la Menorca Talaiòtica com a Patrimoni de la humanitat a la UNESCO.